# Teenage Dream (álbum)
Teenage Dream (en español, Sueño Adolescente) es el segundo álbum de estudio de la cantante estadounidense Katy Perry. Su lanzamiento se llevó a cabo el 24 de agosto de 2010 en los Estados Unidos y Canadá, mientras que en el resto del mundo se lanzó un año después, concretamente el 12 de junio de 2011. Dicho lanzamiento se realizó a través del sello discográfico Capitol Records. Perry coescribió todas las canciones del álbum con ayuda de varios productores y compositores, entre ellos Bonnie McKee, Dr. Luke, Max Martin, Benny Blanco, Tricky Stewart, StarGate, Greg Kurstin y Ester Dean. Asimismo, el rapero estadounidense Snoop Dogg participó como vocalista en el tema «California Gurls». Las letras de las canciones hablan acerca del amor adolescente, las fiestas, el empoderamiento y el crecimiento personal. En lo que respecta a sonido, es un disco pop y dance pop con influencias de la música disco, la electrónica, el funk, el house, el rock gótico y el hip hop. Según Perry, las canciones son «más honestas» que las de su anterior disco One of the Boys. Por otra parte manifestó que tomó como inspiración a la música de los años 1990, su esposo de ese entonces Russell Brand y a varios cantantes como Prince, The Cardigans, ABBA, Cyndi Lauper, Alanis Morissette, entre otros. La portada es una pintura original de Will Cotton y cuenta con un aroma a algodón de azúcar.
El álbum recibió revisiones mixtas de parte de los críticos. En el sitio web Metacritic, obtuvo 52 puntos sobre 100. En total, el álbum y sus sencillos recibieron siete nominaciones a los Premios Grammy entre los que incluye Álbum del Año, Mejor Álbum de Pop Vocal y Mejor Grabación del Año. Además obtuvo dos premios especiales y una mención en el Libro Guinness de los récords por los cinco sencillos que alcanzaron la posición número 1 en la Billboard Hot 100 de Estados Unidos. Teenage Dream contó con una recepción comercial favorable, ya que se situó en el primer puesto en la lista de éxitos en Australia, Austria, Canadá, Escocia, Estados Unidos, Irlanda, Nueva Zelanda y el Reino Unido. Su mayor auge lo tuvo en el territorio estadounidense donde pasó a ser el primer álbum de Perry que se sitúa en la posición 1 del Billboard 200, y con ventas aproximadas de tres millones de copias, lo que lo convierte en un disco multiplatino.
Para crear interés en los consumidores de música, Capitol lanzó a «California Gurls», «Teenage Dream», «Firework», «E.T», «Last Friday Night (T.G.I.F.)» y «The One That Got Away» como sencillos oficiales del disco. Los cinco primeros tuvieron un gran éxito comercial en el territorio estadounidense, y al ingresar a la número 1 del Billboard Hot 100 de Estados Unidos  convirtieron a la cantora en el primer artista femenino y la segunda en general, después de Michael Jackson con Bad, que sitúa cinco sencillos de un mismo álbum en la posición 1 del Billboard Hot 100 de Estados Unidos. A su vez, Teenage Dream pasó a ser el tercer disco de la historia que ingresa seis sencillos entre los primeros cinco de dicha lista. Tres de los seis temas antes mencionados, han vendido más de 8 millones de copias únicamente en los Estados Unidos, por lo cual se les catalogada como unos de los sencillos más vendidos en el mundo; el índice de ventas más bajo se sitúa entre las 4 millones de unidades.

## Antecedentes y desarrollo

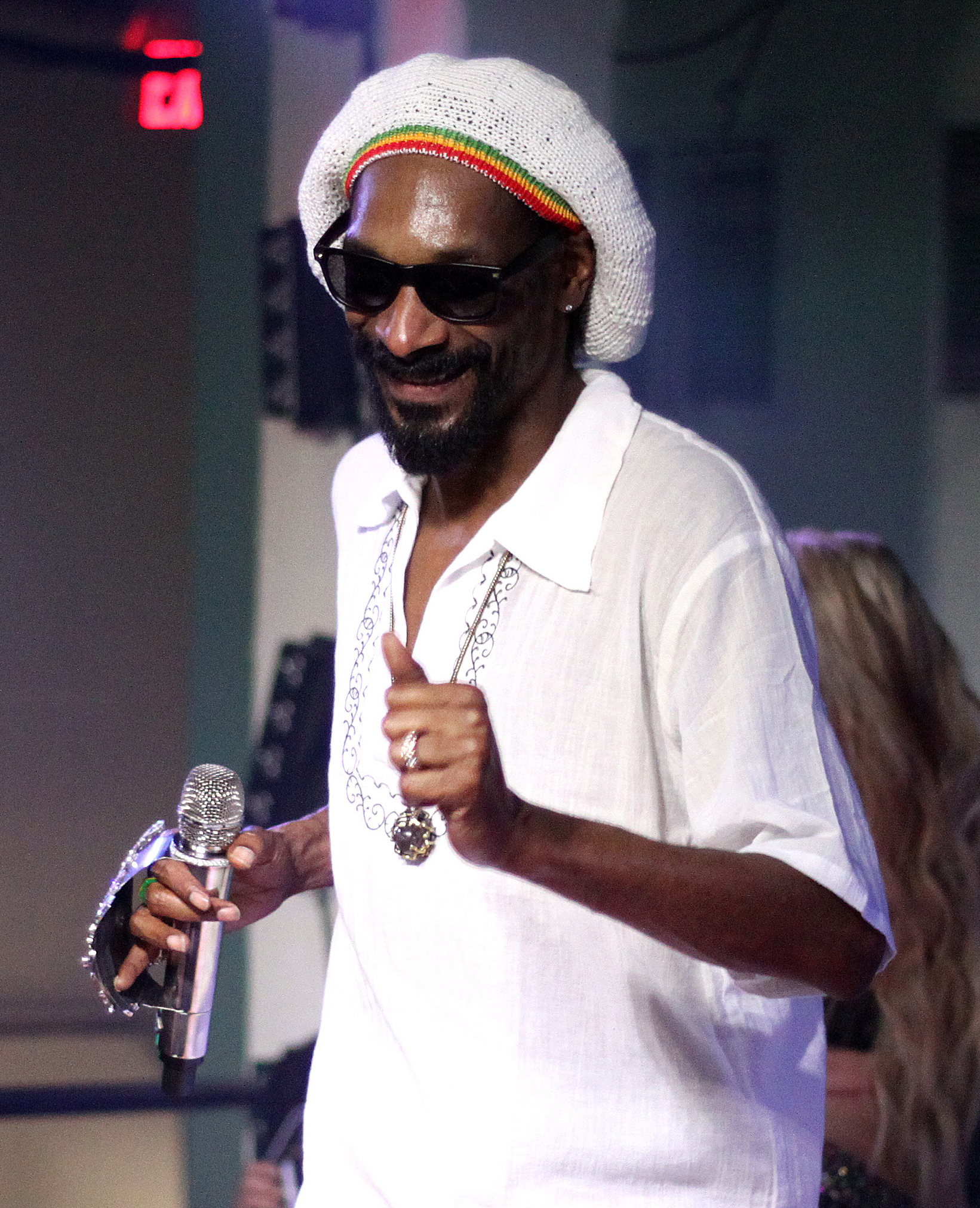
Según Perry, encontró al colaborador de «California Gurls», Snoop Dogg (foto), a través de una búsqueda que realizó en la categoría raperos de la Costa Oeste de los Estados Unidos en Wikipedia.

A mediados de mayo de 2009, Perry ya tenía ideas de como sería su tercer álbum de estudio y de acuerdo con sus declaraciones: «en realidad es muy importante para mí, porque creo que demuestra si estoy destinada a hacer esto, o [simplemente] tuve suerte», aludiendo al éxito y la fama que obtuvo con One of the Boys. Explicó que definitivamente haría un disco pop y que «básicamente» no quería «alejar a la audiencia» que tenía en absoluto, dado que «la razón por la que estás aquí es por que a la gente le gusta tu música». Esperaba comenzar con la grabación en septiembre de 2009 aun estando embarcada en su primera gira musical Hello Katy Tour (2009). Sin embargo, el proceso de grabación comenzó oficialmente el 13 de octubre, junto con el productor Greg Wells. Según Perry el álbum iba a «reflejar una madurez», y que es un «es un disco de verano» y «divertido». Por otra parte agregó que «es de los años 90. Es Ace of Base. Es Cyndi Lauper. Es como todos esos colores y más.» y alertó de que posiblemente incluiría a un rapero «chévere» de la costa Oeste de los Estados Unidos y algunos de sus mejores amigos. En pleno proceso de composición, la artista lanzó su MTV Unplugged  que contó con los éxitos de One of the Boys más dos canciones nuevas, pero esta vez interpretadas acústicamente. Al respecto sostuvo que «quería mostrar las canciones en su forma más simple» y en cuanto a su nueva obra aludió: «Será más pop. Incluso pasar mucho tiempo de gira no significa que tenga que sacrificar las buenas historias. One of the Boys tenía muchas canciones personales y el segundo álbum tendrá más trabajo con temas personales. Cuando hablo en todas las entrevistas no siempre doy detalles, pero es porque estoy ahorrando historias para escribir canciones. De las pocas canciones que escribí hasta ahora, todas son muy honestas, tal vez más honestas que la del álbum anterior. Pero son un poco más maduras. Ahora sé cómo tratar con los chicos. En realidad, ahora no me meto más con los niños, pero con los hombres sí. Es muy diferente cuando haces un disco con 19 años y cuando haces otro con 25 años.».
| «Cuando estaba de gira quería que la gente bailara más. Así que escribí un disco que hace que la gente baile, pero no sacrifica la sustancia de la historia que tenía el último álbum.» —Katy Perry |

Según ella, Teenage Dream «está inspirado en ABBA y The Cardigans», a su vez explicó que antes de comenzar con la grabación entregó a «Dr. Luke un mixtape de canciones de los dos grupos» para mostrarle como quería que fuera el sonido del disco. Durante una entrevista para Rolling Stone reveló detalles acerca del primer sencillo de Teenage Dream, «California Gurls», que cuenta con la colaboración vocal del rapero estadounidense Snoop Dogg. Supuestamente es una respuesta al tema «Empire State of Mind» del rapero Jay-Z, ya que «todos tienen la canción [que trata acerca] de Nueva York»; pero «¿Qué hay de California?». Añadió que también tomó como inspiración a Pince, la música house y los años 90. Por otro lado relató que «trabajar con Max Martin y Dr. Luke fue un maravilloso esfuerzo colaborativo» y que después de trabajar con ellos en One of the Boys quería volver hacerlo en su sucesor, «así que en vez de ser dos canciones, ahora tenemos seis o siete en este disco». En otra ocasión manifestó que había trabajado con Stargate en un par de canciones, entre ellas una titulada «Firework» «que probablemente es mi canción favorita en el disco». Respecto al rapero Snoop Dogg, Perry relató que estuvo buscando a un colaborador a través de la categoría «personas de la Costa Oeste de los Estados Unidos en Wikipedia» y «eligió a Dogg después de leer su artículo» en la enciclopedia. El vocalista de OneRepublic, Ryan Tedder, reveló que estuvo a cargo de componer tres canciones para el álbum, pero debido a lo ocupado que estuvo con el desarrollo de su Waking Up no las pudo entregar a tiempo, haciendo que el disco tuviese un atraso en su fecha de estreno.
Teenage Dream fue grabado en los estudios Playback Recording Studio, Roc the Mic Studios, Conway Recording Studios, Rocket Carousel Studio, Studio at the Palms, Triangle Sound Studios, Silent Sound Studios, The Boom Boom Boom, Henson Recording Studios, Capitol Studios, Nightbird Recording Studios y Eightysevenfourteen Studios. Posteriormente Brian «Big Bass» Gardner finalizó su masterización en Bernie Grundman Mastering en Hollywood, California.

## Composición y producción

### Letras y sonidos
Según Perry, «parte del material es un poco dulce, pero cuando escuchas el cabezal de grabación piensas que es totalmente satisfactorio. Yo no quiero tener canciones del montón. Las personas están viviendo cosas nuevas, trabajando, teniendo relaciones. Definitivamente hay un poco más de sustancia y de perspectiva en este disco». El álbum cuenta con una amplia gama de subgéneros del pop y rock, como la música disco, el glam metal, el indie rock, el pop rock, el hard rock, el rock electrónico y el rock gótico. Asimismo incorporó géneros nunca antes escuchados en su intérprete como el hip hop y la electrónica, por lo cual se consideran una desviación de su antecesor One of the Boys (2008) que fue principalmente pop rock y soft rock.
Algunas versiones del álbum presentan la etiqueta Parental Advisory, la organización estadounidense Common Sense Media lo consideró apto para adolescentes (catorce años) en adelante y detalló «lo que los padres necesitan saber» evaluando varios criterios del uno al cinco. A pesar de haber encontrado «mensajes positivos» en «Firework» no le asigna ninguna puntuación, ya que en cuenta con canciones que hablan acerca de uso irresponsable de fiestas y de «sexo ocasional». En «modelos de roles positivos» mencionaron que «es difícil llamarla un modelo a seguir» después de todo el contenido que presenta el álbum; aunque destacaron que «mantiene una relación sólida y comprometida con el comediante Russell Brand». Si bien no encontraron «violencia» y letras que incitan al «consumismo», le asignaron tres puntos en «sexo» y «lenguaje» tras explicar que «Peacock» cuenta con un «montón de insinuación sexual» y que «Circle the Drain» habla mucho acerca de bebidas alcohólicas, además detallaron que el título de la canción coincide con el de una terapia que «se ocupa de adicción a las drogas».
El primer sencillo del álbum, «California Gurls», tiene un «sonido retro» similar al de «Teenage Dream», a su vez está influenciada por el género electro pop y la música house. Max Martin, Lukasz Gottwald, Benjamin Levin, Bonnie McKee, Calvin Broadus y la misma Perry la compusieron, al mismo tiempo cuenta con la participación vocal del rapero Snoop Dogg. De acuerdo con la artista, la escribió en respuesta a «Empire State of Mind» de Jay-Z y Alicia Keys y rinde homenaje a al estilo de vida playero de California.

## Lanzamientos y concepto
A finales de mayo de 2010, Perry presentó el título del disco  y reveló a MTV News que: 

«Quería llamar al álbum Teenage Dream, porque tiene una canción con el mismo nombre que escribí en Santa Bárbara y fue un momento muy puro para mí, ya que es de donde soy. Y fue entonces cuando comencé a poner mi creatividad. Además, el nombre también muestra la eufórica sensación porque todo el mundo recuerda como eran los sueños adolescentes. Todas las chicas que se encontraban en esos carteles en las paredes.»
Katy Perry  

Teenage Dream fue lanzado el 24 de agosto en los Estados Unidos y Canadá a través del sello discográfico Capitol Records. Mundialmente, el 30 del mismo mes y distribuido por EMI. Una versión de lujo consiste en dos CDs con los doce temas originales, además de dos canciones de 2009 en la que Perry había aparecido como artista invitada, «Starstrukk» de 3OH!3 y «If We Ever Meet Again» de Timbaland. La portada muestra a la cantante «desnuda acostada sobre una nube de algodón de azúcar». Algunas versiones del disco no tienen identificación para preservar el arte de la cubierta, sin embargo, en ocasiones presentan la etiqueta Parental Advisory superpuesta en la parte inferior izquierda. Perry afirmó que la portada tendría un «dulce aroma de algodón de azúcar». La imagen es una pintura original de Will Cotton. El 21 de julio de 2010, Perry la reveló a través de un chat en vivo en Ustream. Según Becky Bain de Idolator, «la inspiración vino claramente del vídeo de “California Gurls”.».

## Promoción

### Sencillos

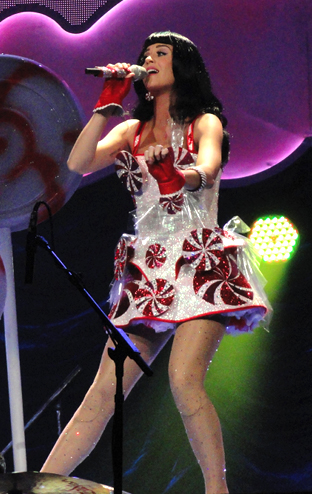
Perry durante su California Dreams Tour.

El primer sencillo del disco, «California Gurls», inicialmente iba a ser lanzado el 25 de mayo de 2010 en las radios estadounidenses, pero debido a una filtración en Internet, Capitol Records la estrenó el 7 de mayo de ese mismo año. La canción cuenta con la colaboración del rapero Snoop Dogg. El tema recibió generalmente revisiones positivas de parte de los críticos quienes destacaron su letra por ser «pegadiza» y a la vez la describieron como «uno de los temas más fuertes del disco». También tuvo mucho éxito comercial en los Estados Unidos, tras permanecer por seis semanas consecutivas en la posición número 1 de la lista de popularidad Billboard Hot 100. A su vez alcanzó la número uno en Nueva Zelanda, Reino Unido, Australia, Canadá e Irlanda. Al culminar el 2010, tuvo un índice de ventas de 5.5 millones de ejemplares vendidos en el territorio estadounidense, lo que lo convirtió en el sencillo más vendido del año. Estuvo nominada a la  Mejor Colaboración Vocal de Pop en la 53.ª edición de los Premios Grammy. El 23 de julio, se lanzó a «Teenage Dream» como segundo sencillo del álbum. La canción también tuvo un éxito similar al del primer sencillo tras ingresar a la 1 del Billboard Hot 100 por dos semanas consecutivas y culminar el año como uno de los más vendidos en los Estados Unidos. Asimismo obtuvo el número uno en Irlanda y Nueva Zelanda, e ingresó a los diez primeros en más de nueve territorios, entre los que incluye Australia, Canadá, el Reino Unido y Portugal. Según la crítica «es la mezcla perfecta de como debe sonar una canción pop»  y debido a su éxito figuró en la categoría Mejor Interpretación Vocal Pop Femenina de los Premios Grammy de 2011; pero perdió ante «Bad Romance» de Lady Gaga.

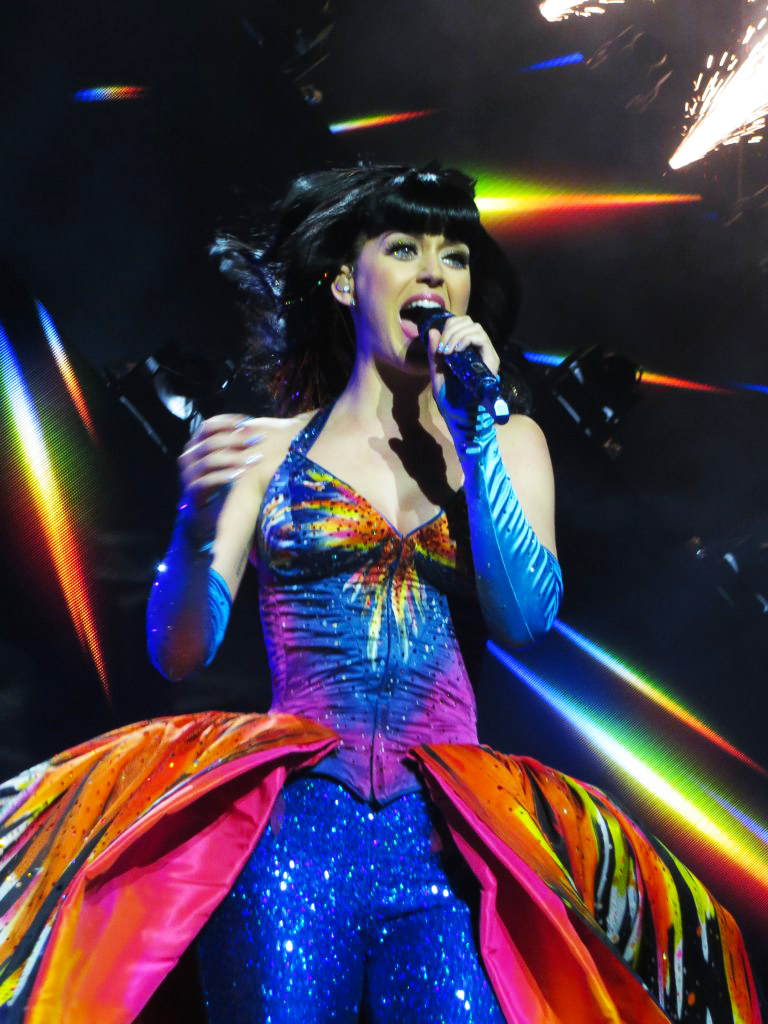
Perry en una puesta en escena de «Firework» en su The Prismatic World Tour.

El 26 de octubre, se llevó a cabo el lanzamiento de «Firework», tercer sencillo de Teenage Dream. La canción también se convirtió en otro éxito comercial; hasta finales de enero de 2015 superaba las 6.8 millones de copias solo en los Estados Unidos, esto la convierte en el tema más vendido de Perry en dicho territorio, Y para 2018 la canción fue certificada 11 veces platino, siendo la canción femenina más vendida de Estados Unidos junto a «Bad Romance» de Lady Gaga. . Tuvo buena recepción crítica al considerarla como «pegadiza», a su vez contó con un buen recibimiento en diversas listas de popularidad, principalmente en la Billboard Hot 100 donde perduró cuatro semanas consecutivas en la número 1. «Firework» estuvo nominada a la Mejor Interpretación Vocal Pop Solista y a la Mejor Grabación del Año en la 54.ª entrega de los Premios Grammy. El proyecto It Gets Better utilizó el tema para detener «la trágica cadena de suicidios de adolescentes homosexuales relacionados con el hostigamiento». El lanzamiento del cuarto sencillo, «E.T.», tuvo lugar el 16 de febrero de 2011. Para su publicación la canción fue remezclada e incluyó dos nuevos versos que interpreta el rapero estadounidense Kanye West. Entró en la posición 1 del Billboard Hot 100 de Estados Unidos el 9 de abril y permaneció en esta por cinco semanas consecutivas. El tema es el segundo más vendido de Perry en los Estados Unidos del álbum y cuarto en general, con ventas que superan las 5.9 millones de copias puras.
El quinto sencillo, «Last Friday Night (T.G.I.F.)», fue lanzado al mercado musical el 6 de junio. Tras haber llegado a la primera posición de la Billboard Hot 100 convirtió a su intérprete en la primera mujer y el segundo artista en general que consigue posicionar a cinco sencillos de un mismo álbum en la número 1 del Billboard Hot 100 de Estados Unidos. Para complementar la promoción del sencillo oficial, se lanzó una versión remezclada en la que participa la rapera Missy Elliott. Finalmente el 28 de septiembre, publicaron a «The One That Got Away» como el sexto y último sencillo oficial de Teenage Dream a través de emisiones radiales. Según Perry: «Estoy tan contenta de seleccionar a “The One That Got Away” como mi sexto sencillo porque esta canción muestra un lado diferente de mí que no les he enseñado con mis sencillos anteriores en este disco». Tuvo buena recepción crítica; considerada por los articulistas como. El tema contó con un bajo recibimiento en las listas de popularidad de varios territorios, asimismo fue el único sencillo que no ingresó a la número 1 del Billboard Hot 100, sin embargo, convirtió a Teenage Dream en uno de los álbumes que logró posicionar a seis sencillos entre los primeros cinco del Billboard Hot 100.  Un vídeo musical fue estrenado el 11 de noviembre en The Ellen DeGeneres Show, este cuenta con la participación del actor mexicano Diego Luna.

### Reedición
A finales de marzo de 2012, se lanzó la reedición Teenage Dream: The Complete Confection, que incluye todas las canciones de Teenage Dream, varias remezclas y tres nuevas canciones. Según Perry, tomó esta decisión ya que «hubo dos canciones» que no pudo incluir en Teenage Dream, además «porque sé que mis fanáticos siempre quieren más». Tras su lanzamiento contó con una recepción comercial moderada al ingresar a los diez primeros en la lista de popularidad de Australia, Estados Unidos, Nueva Zelanda y el Reino Unido. Como parte su promoción, Capitol lanzó a «Part of Me» como primer sencillo y obtuvo una buena recepción tanto en lo comercial como de crítica. El tema se situó en la número 1 del Billboard Hot 100 de Estados Unidos, lo que lo convirtió en el séptimo número uno de Perry en los Estados Unidos. Meses más tarde lanzaron al mercado a «Wide Awake», que también promovió al documental Katy Perry: Part of Me; obtuvo la posición número uno en la lista de éxitos de Canadá y Nueva Zelanda, e ingresó a las primeras diez en Australia, Estados Unidos y el Reino Unido. Estuvo nominada a la Mejor Interpretación Vocal Pop Solista en los Premios Grammy de 2013; sin embargo, perdió ante la versión en vivo de «Set Fire to the Rain» de la cantante británica Adele.

### Gira musical y espectáculos
A continuación se muestra una lista de los espectáculos que Perry realizó durante la promoción del álbum:
| Año  | Evento                  | Canciones interpretadas                 | Ref. |
| ---- | ----------------------- | --------------------------------------- | ---- |
| 2010 | MTV Movie Awards        | «California Gurls»                      |      |
| 2010 | MuchMusic Video Awards  | «California Gurls»                      |      |
| 2010 | Teen Choice Awards      | «Teenage Dream»                         |      |
| 2010 | MTV Europe Music Awards | «Firework»                              |      |
| 2010 | American Music Awards   | «Firework»                              |      |
| 2011 | American Music Awards   | «The One That Got Away»                 |      |
| 2011 | Premios Grammy          | «Not Like The Movies» / «Teenage Dream» |      |

## Lista de canciones
Créditos adaptados a las notas de la portada de  Teenage Dream.
| Teenage Dream |                                 |                                                                                  |                                     |          |  |
| N.º           | Título                          | Escritor(es)                                                                     | Productor(es)                       | Duración |  |
| 1.            | «Teenage Dream»                 | Katy Perry Lukasz Gottwald Max Martin Benjamin Levin Bonnie McKee                | Dr. Luke Benny Blanco Max Martin    | 3:47     |  |
| 2.            | «Last Friday Night (T.G.I.F.)»  | Katy Perry Lukasz Gottwald Max Martin Bonnie McKee                               | Dr. Luke Max Martin                 | 3:50     |  |
| 3.            | «California Gurls» (Snoop Dogg) | Katy Perry Max Martin Lukasz Gottwald Benjamin Levin Bonnie McKee Calvin Broadus | Dr. Luke Benny Blanco Max Martin    | 3:56     |  |
| 4.            | «Firework»                      | Katy Perry Mikkel S. Eriksen Tor Erik Hermansen Sandy Wilhelm Ester Dean         | StarGate Sandy Vee                  | 3:48     |  |
| 5.            | «Peacock»                       | Katy Perry Mikkel S. Eriksen Tor Erik Hermansen Ester Dean                       | StarGate                            | 3:51     |  |
| 6.            | «Circle the Drain»              | Katy Perry Christopher Stewart Monte Neuble                                      | C. «Tricky» Stewart Kuk Harrell [a] | 4:32     |  |
| 7.            | «The One That Got Away»         | Katy Perry Lukasz Gottwald Max Martin                                            | Dr. Luke Max Martin                 | 3:47     |  |
| 8.            | «E.T.»                          | Katy Perry Lukasz Gottwald Max Martin Joshua Coleman                             | Dr. Luke Ammo Max Martin            | 3:26     |  |
| 9.            | «Who Am I Living For?»          | Katy Perry Lukasz Gottwald Monte Neuble Brian Thomas                             | C. «Tricky» Stewart Kuk Harrell [a] | 4:08     |  |
| 10.           | «Pearl»                         | Katy Perry Greg Wells Christopher Stewart                                        | Greg Wells                          | 4:07     |  |
| 11.           | «Hummingbird Heartbeat»         | Katy Perry Christopher Stewart Stacy Barthe Monte Neuble                         | C. «Tricky» Stewart Kuk Harrell [a] | 3:32     |  |
| 12.           | «Not Like the Movies»           | Katy Perry Greg Wells                                                            | Greg Wells                          | 4:01     |  |
| 46:44         |                                 |                                                                                  |                                     |          |  |

| North American standard edition hidden tracks |                                                           |                                    |          |  |
| N.º                                           | Título                                                    | Producer(s)                        | Duración |  |
| 13.                                           | «California Gurls» (Passion Pit main mix; con Snoop Dogg) | Dr. Luke Blanco Martin Passion Pit | 4:12     |  |
| 14.                                           | «Teenage Dream» (Kaskade club remix)                      | Dr. Luke Blanco Martin Kaskade     | 6:27     |  |
| 57:23                                         |                                                           |                                    |          |  |

| North American iTunes deluxe edition (bonus tracks) |                                                        |                                 |          |  |
| N.º                                                 | Título                                                 | Producer(s)                     | Duración |  |
| 14.                                                 | «California Gurls» (Mstrkrft main mix; con Snoop Dogg) | Dr. Luke Blanco Martin          | 4:00     |  |
| 15.                                                 | «Teenage Dream» (Kaskade club remix)                   | Dr. Luke Blanco Martin Kaskade  | 6:27     |  |
| 16.                                                 | «Peacock» (Cory Enemy & Mia Moretti vocal club mix)    | Stargate Cory Enemy Mia Moretti | 5:32     |  |
| 66:55                                               |                                                        |                                 |          |  |

| Japanese standard edition (bonus track) |                                                                |                                         |          |  |
| N.º                                     | Título                                                         | Producer(s)                             | Duración |  |
| 13.                                     | «California Gurls» (Innerpartysystem main mix; con Snoop Dogg) | Dr. Luke Blanco Martin Innerpartysystem | 4:27     |  |
| 51:11                                   |                                                                |                                         |          |  |

| Japanese iTunes deluxe edition (bonus tracks) |                                                              |                                          |          |  |
| N.º                                           | Título                                                       | Producer(s)                              | Duración |  |
| 14.                                           | «If We Ever Meet Again» (Timbaland con Katy Perry)           | Beanz Mosley                             | 4:53     |  |
| 15.                                           | «Starstrukk» (3OH!3 con Katy Perry)                          | Matt Squire                              | 3:22     |  |
| 16.                                           | «California Gurls» (Passion Pit main mix; con Snoop Dogg)    | Dr. Luke Blanco Martin Passion Pit       | 4:12     |  |
| 17.                                           | «California Gurls» (Armand Van Helden remix; con Snoop Dogg) | Dr. Luke Blanco Martin Armand Van Helden | 5:49     |  |
| 18.                                           | «Teenage Dream» (Kaskade club remix)                         | Dr. Luke Blanco Martin Kaskade           | 6:27     |  |
| 75:54                                         |                                                              |                                          |          |  |

| Spotify and YouTube Music deluxe edition (bonus tracks) |                                                              |                                          |          |  |
| N.º                                                     | Título                                                       | Producer(s)                              | Duración |  |
| 13.                                                     | «If We Ever Meet Again» (Timbaland con Katy Perry)           | Beanz Mosley                             | 4:53     |  |
| 14.                                                     | «Starstrukk» (3OH!3 con Katy Perry)                          | Matt Squire                              | 3:22     |  |
| 15.                                                     | «California Gurls» (Passion Pit main mix; con Snoop Dogg)    | Dr. Luke Blanco Martin Passion Pit       | 4:12     |  |
| 16.                                                     | «California Gurls» (Armand Van Helden remix; con Snoop Dogg) | Dr. Luke Blanco Martin Armand Van Helden | 5:49     |  |
| 17.                                                     | «Teenage Dream» (Kaskade club remix)                         | Dr. Luke Blanco Martin Kaskade           | 6:27     |  |
| 71:27                                                   |                                                              |                                          |          |  |

| Spotify and European iTunes deluxe edition (bonus track) |                                                     |                                 |          |  |
| N.º                                                      | Título                                              | Producer(s)                     | Duración |  |
| 18.                                                      | «Peacock» (Cory Enemy & Mia Moretti vocal club mix) | Stargate Cory Enemy Mia Moretti | 5:32     |  |
| 76:59                                                    |                                                     |                                 |          |  |

| Deluxe edition disc two – Dream On |                                                              |                                          |          |  |
| N.º                                | Título                                                       | Producer(s)                              | Duración |  |
| 1.                                 | «If We Ever Meet Again» (Timbaland con Katy Perry)           | Beanz Mosley                             | 4:53     |  |
| 2.                                 | «Starstrukk» (3OH!3 con Katy Perry)                          | Matt Squire                              | 3:22     |  |
| 3.                                 | «California Gurls» (Passion Pit main mix; con Snoop Dogg)    | Dr. Luke Blanco Martin Passion Pit       | 4:12     |  |
| 4.                                 | «California Gurls» (Armand Van Helden remix; con Snoop Dogg) | Dr. Luke Blanco Martin Armand Van Helden | 5:49     |  |
| 5.                                 | «Teenage Dream» (Kaskade club remix)                         | Dr. Luke Blanco Martin Kaskade           | 6:27     |  |
| 24:43                              |                                                              |                                          |          |  |

Notas
- [a] significa un productor vocal.

## Recepción

### Comentarios de la crítica
En su mayoría, Teenage Dream recibió reseñas negativas de parte de los críticos. Metacritic recopiló diecinueve revisiones y le asignó una valoración de cincuenta y dos (de un rango que va desde cero hasta cien). Por otro lado, en AnyDecentMusic? acumuló una puntuación de 5.4 sobre 10 basada en dieciocho comentarios.
Daniel Kohn de Consequence of Sound le asignó una «C+» y destacó a «Teenage Dream», «California Gurls» y «Firework». Sostuvo que está influenciado por su matrimonio con Russell Brand y que «Perry no tiene miedo a desnudar su alma sexy», aludiendo al contenido de las letras de varias canciones. Asimismo relató que «este álbum es un testimonio de lo que las canciones pegadizas y una imagen refinada pueden hacer por una estrella del pop» y que Perry «no está reinventando la música pop o tratando de cambiar el mundo». Tres estrellas de cinco le dio Neil McCormick de Daily Telegraph y comentó que «Peacock» es «el tema destacado» en el disco, por ser «muy divertido». El articulista afirmó que «debajo de las travesuras divertidas y originales, hay una sensación desconcertante de un sensible cantautor tratando de hacerse oír.».

### Reconocimientos y nominaciones
Antes de su lanzamiento, Teenage Dream logró llamar la atención de varios medios de comunicación y sitios web al figurar como uno de los álbumes más esperados de 2010. Al ser publicado se convirtió en un éxito comercial y en listas musicales junto con sus sencillos. El elepé recibió numerosas nominaciones en diferentes ceremonias de premiación, asimismo hizo obtener a su intérprete una mención en la edición de 2013 del Libro Guinness de los récords por haber sido la «primera mujer con cinco número uno de un álbum en los Estados Unidos». En la 53.ª edición de los Premios Grammy recibió cuatro nominaciones, entre las que incluye Álbum del Año y Mejor Álbum de Pop Vocal. Además obtuvo dos galardones especiales por los cinco sencillos que entraron en la posición 1 del Billboard Hot 100 de Estados Unidos. En los Premios Juno de 2011 le fue concedido el galardón al Álbum Internacional del Año. A continuación se muestra una lista detallada de los premios y nominaciones que consiguió:
| Año  | Ceremonia de premiación | Trabajo nominado | Categoría                   | Resultado | Ref.          |
| ---- | ----------------------- | ---------------- | --------------------------- | --------- | ------------- |
| 2010 | American Music Awards   | Teenage Dream    | Álbum Favorito de Pop/Rock  | Nominado  | [ 83 ]        |
| 2011 | Premios Brit            | Teenage Dream    | Mejor Álbum Internacional   | Nominado  | [ 84 ]        |
| 2011 | Premios Grammy          | Teenage Dream    | Mejor Álbum de Pop Vocal    | Nominado  | [ 12 ]        |
| 2011 | Premios Grammy          | Teenage Dream    | Álbum del Año               | Nominado  | [ 12 ]        |
| 2011 | Billboard Music Awards  | Teenage Dream    | Mejor Álbum Pop del Año     | Nominado  | [ 85 ] [ 86 ] |
| 2011 | Juno Awards             | Teenage Dream    | Álbum Internacional del Año | Ganador   | [ 82 ]        |
| 2011 | Premios Telehit         | Teenage Dream    | Álbum Internacional del Año | Ganador   | [ 87 ]        |
| 2011 | American Music Awards   | Teenage Dream    | Honor Award                 | Ganador   | [ 15 ]        |
| 2012 | Billboard Music Awards  | Teenage Dream    | Billboard Spotlight Award   | Ganador   | [ 14 ]        |

### Resultados comerciales
Teenage Dream tuvo un buen recibimiento comercial en varias partes del mundo, sobre todo en los Estados Unidos donde debutó en la posición 1 del Billboard 200 con un total de 192 000 copias vendidas según Nielsen SoundScan. El disco se convirtió en el primero de Perry que logró ingresar a la número uno de dicho ranking. Al culminar el 2010, se reportó que había vendido más de 997 000 ejemplares, esto lo convirtió en el decimocuarto álbum más vendido del año. Además cada uno de sus tres primeros sencillos vendieron más de dos millones de descargas digitales solo en los Estados Unidos. En la semana del 21 de julio de 2012, tras el estreno de Katy Perry: Part of Me, se situó en la posición 2 del Billboard 200 por un aumento de un 417 %, el cual generó 80 000 unidades vendidas, y pasó a ser la mayor cantidad de copias vendidas desde Navidad de 2010 cuando se puso en oferta a 99 centavos en la tienda digital Amazon.com. A mediados de marzo de 2015, el elepé se convirtió en vigésimo quinto álbum que consiguió perdurar doscientos o más semanas en la Billboard 200. Para agosto del mismo año, contaba con 3 millones de copias vendidas en el territorio estadounidense, por lo cual la Recording Industry Association of America (RIAA) lo certificó con tres discos de platino.
Para mediados del 2017 la página Chart Master, posicionó el álbum como el tercero más vendido de la década solo debajo de 21 y 25 de la cantante británica Adele, con 9 millones de ventas en Estados Unidos, y más de 18 millones en el mundo, Teenage Dream se ubica entre los álbumes más vendidos de la historia y el más vendido de Katy Perry. El álbum también debutó en la número 1 del listado de popularidad Canadian Albums Chart de Canadá con un total de 26 000 copias, y fue certificado multiplatino 4× platino por la Canadian Recording Industry Association (CRIA).

## Legado
Teenage Dream consiguió múltiples récords en su haber; situó cinco de sus seis sencillos en la posición 1 del Billboard Hot 100 de Estados Unidos, lo que convirtió a su intérprete en la primera mujer y segundo artista en general que logró dicha hazaña en los cincuenta y tres años de historia de la lista musical, así pues comparte este récord con Michael Jackson. Asimismo es el tercer disco de la historia que logra ingresar a seis de sus temas entre las primeras cinco posiciones del Billboad Hot 100 —empatado con Janet Jackson's Rhythm Nation 1814 de Janet Jackson y Faith de George Michael— y el único LP que  posiciona ocho de sus canciones en el puesto 1 del Hot Dance Club Songs de Estados Unidos. Dicho récord fue igualado 7 Años después por la cantante Barbadense Rihanna con su álbum ANTI

## Ventas y certificaciones
| Territorio     | Organismo certificador | Certificación  | Ventas certificadas | Simbolización | Ref.       |         |         |         |
| América        | América                | América        | América             | América       | América    | América | América | América |
| -------------- | ---------------------- | -------------- | ------------------- | ------------- | ---------- | ------- | ------- | ------- |
| Brasil         | ABPD                   | 2× Platino     | 80 000              |               | [ 94 ]     |         |         |         |
| Canadá         | CRIA                   | 4× Platino     | 320 000             |               | [ 91 ]     |         |         |         |
| Chile          | IFPI                   | Oro            | 5 000               |               | [ 95 ]     |         |         |         |
| Colombia       | ASINCOL                | Platino        | 10 000              |               | [ 96 ]     |         |         |         |
| Estados Unidos | RIAA                   | Diamante       | 10 000 000          |               | [ 20 ]     |         |         |         |
| México         | AMPROFON               | Platino        | 100 000             |               | [ 97 ]     |         |         |         |
| Asia           |                        |                |                     |               |            |         |         |         |
| Japón          | RIAJ                   | Oro            | 100 000             |               | [ 98 ]     |         |         |         |
| Europa         |                        |                |                     |               |            |         |         |         |
| Alemania       | BVMI                   | Platino        | 200 000             |               | [ 99 ]     |         |         |         |
| Austria        | IFPI — Austria         | Oro            | 10 000              |               | [ 100 ]    |         |         |         |
| Dinamarca      | IFPI — Dinamarca       | Oro            | 15 000              |               | [ 101 ]    |         |         |         |
| Francia        | SNEP                   | 2× Platino     | 200 000             |               | [ 102 ]    |         |         |         |
| Irlanda        | IRMA                   | 2× Platino     | 30 000              |               | [ 103 ]    |         |         |         |
| Suecia         | GLF                    | Platino        | 40 000              |               | [ 104 ]    |         |         |         |
| Suiza          | IFPI — Suiza           | Oro            | 15 000              |               | [ 105 ]    |         |         |         |
| Reino Unido    | BPI                    | 4× Platino     | 1 200 000           |               | [ 106 ]    |         |         |         |
| Oceanía        |                        |                |                     |               |            |         |         |         |
| Australia      | ARIA                   | 4× Platino     | 280 000             |               | [ 107 ]    |         |         |         |
| Nueva Zelanda  | RMNZ                   | 2× Platino     | 30 000              |               | [ 108 ]    |         |         |         |
| Ventas totales | Ventas totales         | Ventas totales | 12.000.000          | 12.000.000    | 12.000.000 |         |         |         |

## Posicionamiento en listas

### Semanales
| País              | Lista (2010)             | Mejor posición |         |         |         |         |         |         |
| América           | América                  | América        | América | América | América | América | América | América |
| ----------------- | ------------------------ | -------------- | ------- | ------- | ------- | ------- | ------- | ------- |
| Brasil            | Brazil Albums Chart      | 4              |         |         |         |         |         |         |
| Canadá            | Canadian Albums Chart    | 1              |         |         |         |         |         |         |
| Estados Unidos    | Billboard 200            | 1              |         |         |         |         |         |         |
| Estados Unidos    | Digital Albums           | 1              |         |         |         |         |         |         |
| México            | Mexican Albums Chart     | 11             |         |         |         |         |         |         |
| Asia              |                          |                |         |         |         |         |         |         |
| Japón             | Japan Albums             | 6              |         |         |         |         |         |         |
| Europa            |                          |                |         |         |         |         |         |         |
| Alemania          | German Albums Chart      | 5              |         |         |         |         |         |         |
| Austria           | Austrian Albums Chart    | 1              |         |         |         |         |         |         |
| Bélgica (Flandes) | Ultratop 200 Álbumes     | 5              |         |         |         |         |         |         |
| Bélgica (Valonia) | Ultrapop 200 Álbumes     | 10             |         |         |         |         |         |         |
| Dinamarca         | Danish Albums Chart      | 14             |         |         |         |         |         |         |
| Escocia           | Scottish Albums Chart    | 1              |         |         |         |         |         |         |
| España            | Spanish Albums Chart     | 4              |         |         |         |         |         |         |
| Finlandia         | Finnish Albums Chart     | 8              |         |         |         |         |         |         |
| Francia           | French Albums Chart      | 3              |         |         |         |         |         |         |
| Grecia            | Greek Albums Chart       | 3              |         |         |         |         |         |         |
| Hungría           | Top 40 album- lista      | 9              |         |         |         |         |         |         |
| Irlanda           | Irish Albums Chart       | 1              |         |         |         |         |         |         |
| Italia            | Italian Albums Chart     | 3              |         |         |         |         |         |         |
| Noruega           | Norwegian Albums Chart   | 18             |         |         |         |         |         |         |
| Países Bajos      | Dutch Albums Top 100     | 6              |         |         |         |         |         |         |
| Polonia           | Polish Albums Chart      | 7              |         |         |         |         |         |         |
| Portugal          | Portuguese Albums Chart  | 11             |         |         |         |         |         |         |
| Reino Unido       | UK Albums Chart          | 1              |         |         |         |         |         |         |
| República Checa   | Čzech Albums Chart       | 8              |         |         |         |         |         |         |
| Suecia            | Swedish Albums Chart     | 11             |         |         |         |         |         |         |
| Suiza             | Swiss Albums Chart       | 4              |         |         |         |         |         |         |
| Oceanía           |                          |                |         |         |         |         |         |         |
| Australia         | Australian Albums Chart  | 1              |         |         |         |         |         |         |
| Nueva Zelanda     | New Zealand Albums Chart | 1              |         |         |         |         |         |         |

### Sucesión en listas
| Predecesor: Recovery de Eminem                                                       | Australian Albums Chart — Álbum número uno 6 de septiembre de 2010-13 de septiembre de 2010 | Sucesor: A Thousand Suns de Linkin Park     |
| Predecesor: Bring mich nach Hause de Wir sind Helden                                 | Austrian Albums Chart — Álbum número uno 17 de septiembre de 2010-24 de septiembre de 2010  | Sucesor: A Thousand Suns de Linkin Park     |
| Predecesor: The Final Frontier de Iron Maiden                                        | Canadian Albums Chart — Álbum número uno 4 de septiembre de 2010-11 de septiembre de 2010   | Sucesor: A Place Called Love de Johnny Reid |
| Predecesor: Flamingo de Brandon Flowers                                              | Scottish Albums Chart — Álbum número uno 11 de septiembre de 2010-18 de septiembre de 2010  | Sucesor: Recovery de Eminem                 |
| Predecesor: Recovery de Eminem                                                       | Billboard 200 — Álbum número uno 4 de septiembre de 2010-11 de septiembre de 2010           | Sucesor: Asylum de Disturbed                |
| Predecesor: God Willin' & the Creek Don't Rise de Ray Lamontagne And The Pariah Dogs | Digital Albums — Álbum número uno 4 de septiembre de 2010-11 de septiembre de 2010          | Sucesor: Asylum de Disturbed                |
| Predecesor: Recovery de Eminem                                                       | Irish Albums Chart — Álbum número uno 3 de septiembre de 2010-10 de septiembre de 2010      | Sucesor: Mayhem de Imelda May               |
| Predecesor: Ignite de Shihad                                                         | New Zealand Albums Chart — Álbum número uno 4 de octubre de 2010-11 de octubre de 2010      | Sucesor: Holy Smoke de Gin Wigmore          |
| Predecesor: Recovery de Eminem                                                       | UK Albums Chart — Álbum número uno 5 de septiembre de 2010-12 de septiembre de 2010         | Sucesor: Flamingo de Brandon Flowers        |

## Historial de lanzamientos
| País           | Fecha                | Formato             | Discográfica         | Ref.    |
| -------------- | -------------------- | ------------------- | -------------------- | ------- |
| Estados Unidos | 24 de agosto de 2010 | CD descarga digital | Capitol Virgin EMI   | [ 2 ]   |
| Canadá         | 24 de agosto de 2010 | CD descarga digital | Capitol Virgin EMI   | [ 2 ]   |
| Japón          | 25 de agosto de 2010 | CD descarga digital | EMI Music Japan      | [ 113 ] |
| Reino Unido    | 30 de agosto de 2010 | CD descarga digital | Capitol · Virgin EMI | [ 3 ]   |

## Créditos y personal
Créditos adaptados a la descripción de AllMusic.
Locaciones
- Grabado en los estudios: Playback Recording Studio, Roc the Mic Studios, Conway Recording Studios, Rocket Carousel Studio, Studio at the Palms, Triangle Sound Studios, Silent Sound Studios, The Boom Boom Boom, Henson Recording Studios, Capitol Studios, Nightbird Recording Studios, Eightysevenfourteen Studios.[1]
- Masterizado en Bernie Grundman Mastering en Hollywood, California.

Personal
| - Kory Aaron: ingeniero asistente. - Ammo: tambor, teclados, productor y programación. - Chris Anokute: artistas y repertorio (A&R). - Stacy Barthe: compositor. - Benny Blanco: tambor, teclados, productor y programación. - Tucker Bodine: ingeniero asistente. - Ronette Bowie: artistas y repertorio (A&R). - Calvin Broadus: compositor. - Ted Chung: coordinación de producción. - Steve Churchyard: ingeniero en tambor. - Angelica Cob-Baehler: directora creativa. - Joshua Coleman: compositor. - Will Cotton: pinturas originales y fotografía. - Ester Dean: compositor. - Megan Dennis: coordinación de producción. - Steven Dennis: ingeniero asistente. - Dr. Luke: tambor, productor ejecutivo, teclados, productor y programación. - Mikkel Storleer Eriksen: compositor, ingeniero e instrumentación. - Nicolas Essig: ingeniero asistente. - Josh Freese: tambor. - Brian «Big Bass» Gardner: masterización. - Serban Ghenea: mezcla. - Aniela Gottwald: ingeniera asistente. - Lukasz «Dr. Luke» Gottwald: compositor. - Tatiana Gottwald: ingeniero asistente. - Mark Gray: ingeniero asistente. - John Hanes: mezcla. - Kuk Harrell: productor vocal. - Travis Harrington: ingeniero asistente. - Tor Erik Hermansen: compositor e instrumentación. - Ngoc Hoàng: coordinación. - Sam Holland: ingeniero. - Josh Houghkirk: ingeniero asistente. - Liz Isik: artistas y repertorio (A&R). - Jaycen Joshua: mezcla. - Benjamin Levin: compositor. - Damien Lewis: ingeniero. - Giancarlo Lino: asistente de mezcla. - Charles Malone: ingeniero asistente y guitarra. | - Max Martin: compositor, tambor, productor ejecutivo, teclados, productor y programación. - Bonnie McKee: compositor. - Julio Miranda; guitarra. - Monte Neuble: teclados. - Luis Navarro: ingeniero asistente. - Nick Chahwala: sonidos. - Monte Nueble: compositor. - Chris «Tek» O'Ryan: ingeniero e ingeniero de guitarra. - Carlos Oyanedel: ingeniero. - Brent Paschke; guitarra. - L. Leon Pendarvis: arreglista y director de orquesta. - Katy Perry: compositora, artista principal y vocales. - Lenny Pickett: saxofón. - Jo Ratcliffe: dirección de portada. - Irene Richter: coordinación de producción. - Justin Roberts: ingeniero asistente. - Tim Roberts: asistente de mezcla. - Jason Sherwood: ingeniero. - Vanessa Silberman: coordinación de producción. - Daniel Silvestri: bajo y guitarra. - Snoop Dogg: artista colaborador y vocales. - Stargate: productor. - Rob Stevenson: artistas y repertorio (A&R). - C. «Tricky» Stewart: programación de tambor, teclados y productor. - Christopher «Tricky» Stewart: compositor. - Phil Tan: mezcla. - Brian Thomas: compositor. - Brian «B-Luv» Thomas: programación de tambor, ingeniero e ingeniero de guitarra. - Pat Thrall: programación de tambor e ingeniero. - Lewis Tozour: ingeniero. - Randy Urbanski: ingeniero asistente. - Sandy Vee: instrumentación, mezcla y productor. - Miles Walker: ingeniero. - Fabien Waltman: programación y sintetizador. - Greg Wells: compositor, tambor, piano, productor, programación y sintetizador. - Sandy Wilhelm: compositor. - Emily Wright: ingeniero. - Andrew Wuepper: ingeniero e ingeniero de guitarra. |